# Свято-Георгиевская церковь (Уздин)
Свято-Георгиевская церковь (серб. Храм Светог Георгија) — православная церковь в селе Уздин общины Ковачица Южно-Банатского округа Воеводины. Относится к епархии Дакии Феликс Румынской православной церкви. Памятник культуры Сербии исключительного значения.

## История
Строительство православной церкви в Уздине началось в 1801 году и было окончено в 1804 году. В 1833—1836 году был сделан иконостас, иконы для которого были написаны художником Константином Данилом. В 1850 году церковь пострадала от пожара: сгорела башня и была повреждена крыша. В 1883—1884 годах они были полностью восстановлены. Фрески на стенах были написаны в 1908 году Йованом Зейком и Филиппом Матеем.
Церковь построена в стиле барокко. В плане имеет прямоугольник с полукруглой апсидой с восточной стороны. С западной стороны надстроена колокольня. Фасад украшен лепниной. Церковь известна иконами работы Константина Данила, в том числе иконостасом с 69 иконами, иконами на Богородичном и архиерейском троне. Церковь является важным культурным центром румын в Воеводине.